# La Maison cubiste

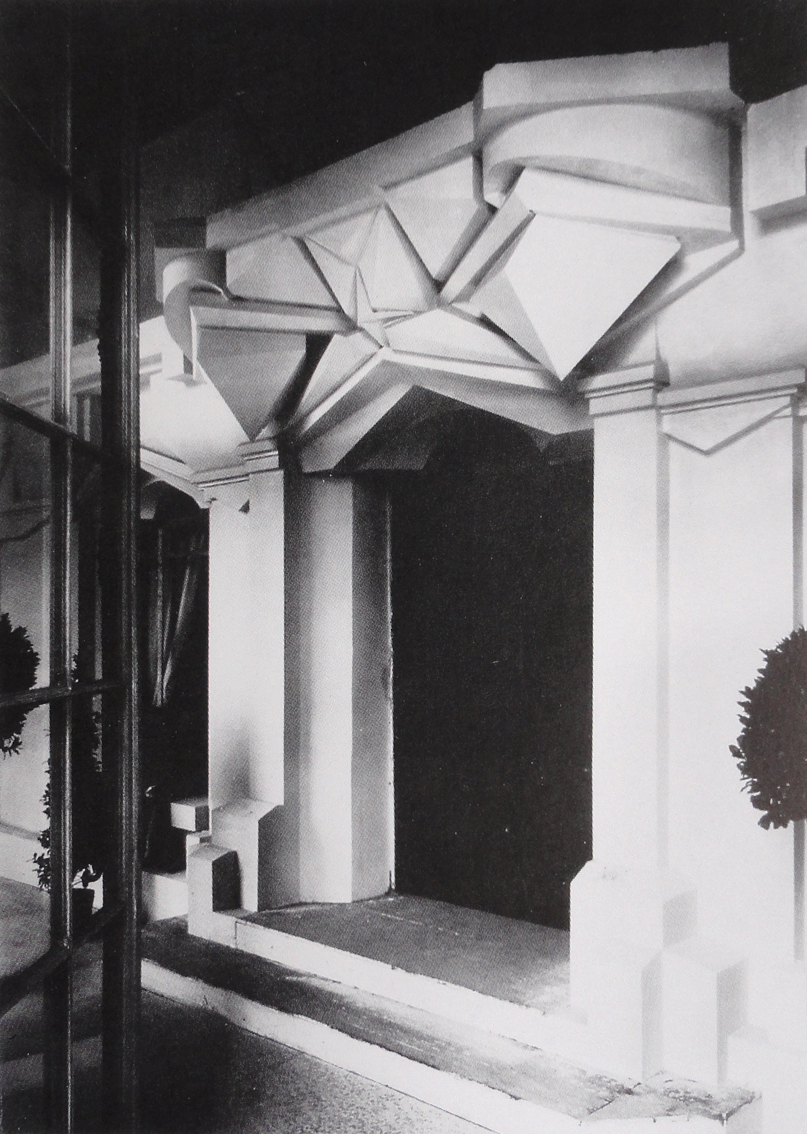
Raymond Duchamp-Villon, 1912, La Maison cubiste au Salon d'Automne, 1912, detail de l'entrée; Façade architecturale (détruite).

La Maison cubiste, également appelée Projet d'hôtel, est une installation architecturale de la section Art Décoratif du Salon d'Automne de 1912 qui présentait une vision cubiste de l'architecture et du design,. Les critiques et collectionneurs présents à l'exposition sont confrontés pour la première fois à la perspective d'une architecture cubiste.
La façade a été conçue par le sculpteur Raymond Duchamp-Villon. Le design intérieur de la maison a été conçu par le peintre et designer André Mare, en collaboration avec des artistes cubistes du groupe Section d'Or.

## Description

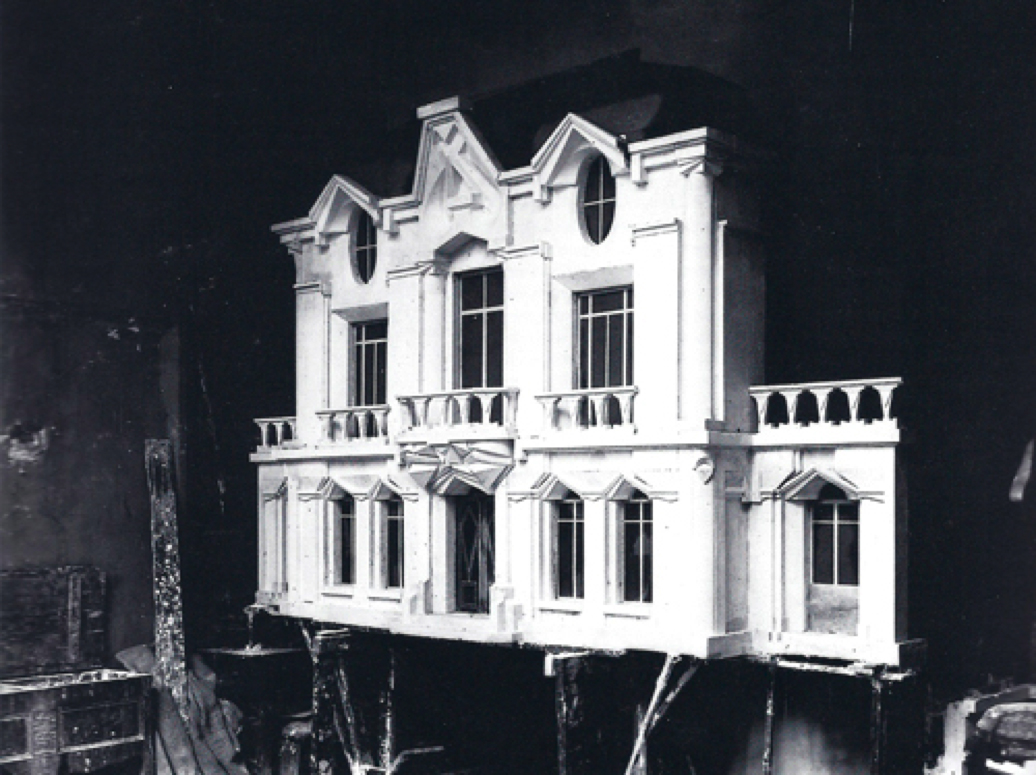
Raymond Duchamp-Villon, maquette originale de la "façade architecturale" (détruite)

La Maison cubiste avait une façade en plâtre de dix mètres sur huit aux ornements très géométriques, derrière laquelle se trouvaient deux pièces meublées : un salon (Salon bourgeois) et une chambre. Des tableaux d'Albert Gleizes, Jean Metzinger, Marie Laurencin, Marcel Duchamp, Fernand Léger et Roger de La Fresnaye étaient accrochés dans le salon,,. Des milliers de spectateurs du salon sont passés devant la maquette grandeur nature.

## Décoration
Alors que la façade et les tableaux de l'installation s'inspiraient du cubisme, la décoration de l'intérieur, d'André Mare, était aussi un des premiers exemples importants de l'Art Déco. André Mare, peintre, a travaillé avec un groupe d'artistes pour concevoir les papiers peints, les tissus d'ameublement, les coussins, les tapis et autres décorations des chambres. La décoration se caractérisait par des couleurs vives et des motifs floraux, notamment des guirlandes stylisées et des bouquets de roses, qui deviendront l'un des thèmes majeurs du début de l'Art Déco. La renommée de la Maison cubiste a lancé la carrière de Mare ; après la Première Guerre mondiale, il cofonde avec Louis Süe une société de design, la Compagnie des arts français. Il a conçu deux pavillons majeurs et l'entrée principale de l'Exposition des Arts Décoratifs de 1925, qui a donné son nom à l'Art Déco, et a ensuite conçu les intérieurs des célèbres paquebots transatlantiques français, dont l'Île-de-France.

## Postérité
Ce fut un des premiers exemples d'art décoratif, une maison dans laquelle l'art cubiste pouvait être exposé dans le confort et le style de la vie bourgeoise moderne. L'importance du cubisme a été reconnue dans un large éventail d'applications, au-delà des limites des beaux-arts. Le mouvement a ouvert la voie vers de nouvelles possibilités, une vision géométrique moderne pouvant être adaptée à l'architecture, au design d'intérieur, aux arts graphiques, à la mode et au design industriel ; la base de l'Art déco.

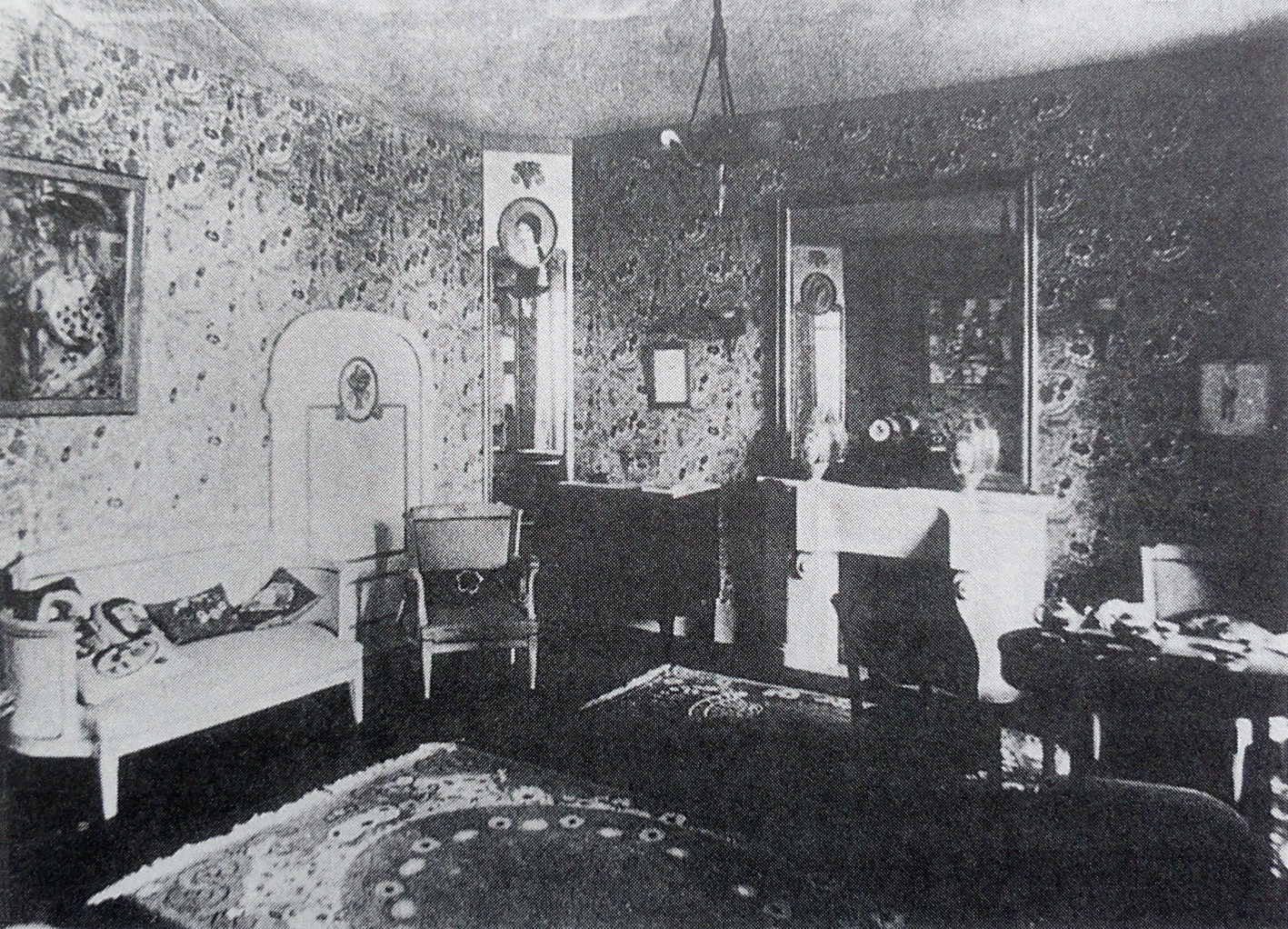
Le Salon Bourgeois, conçu par André Mare à l'intérieur de La Maison cubiste, dans la section des arts décoratifs du salon d'automne de 1912 à Paris. Femme à l'éventail de Metzinger sur le mur de gauche

André Mare a appelé le salon dans lequel des tableaux cubistes étaient accrochées, le Salon bourgeois. Fernand Léger a qualifié ce nom de « parfait ». Dans une lettre à André Mare avant l'exposition, il écrit : « Votre idée est absolument splendide pour nous, vraiment splendide. Les gens verront le cubisme dans son cadre domestique, ce qui est très important. ».
La façade de la maison (Façade architecturale), conçue par Raymond Duchamp-Villon, n'était pas très radicale selon les normes modernes ; les linteaux et les frontons avaient des formes prismatiques, mais mis à part cela, la façade ressemblait à une maison ordinaire de l'époque. Les pièces étaient meublées de manière bourgeoise, colorée et plutôt traditionnelle, notamment par rapport aux tableaux. Le critique Emile Sedeyn décrit le travail de Mare dans la revue Art et Décoration : « Il ne s'embarrasse pas de simplicité, car il multiplie les fleurs partout où elles peuvent être mises. L'effet qu'il recherche est évidemment celui du pittoresque et de la gaieté. Il y parvient. ». L'élément cubiste a été fourni par les peintures. Malgré sa modération, l'installation a été attaquée par certains critiques comme extrêmement radicale, ce qui a contribué à son succès. Cette installation architecturale a ensuite été exposée à l'Armory Show de 1913, à New York, Chicago et Boston,,,,.

## Théorie cubiste

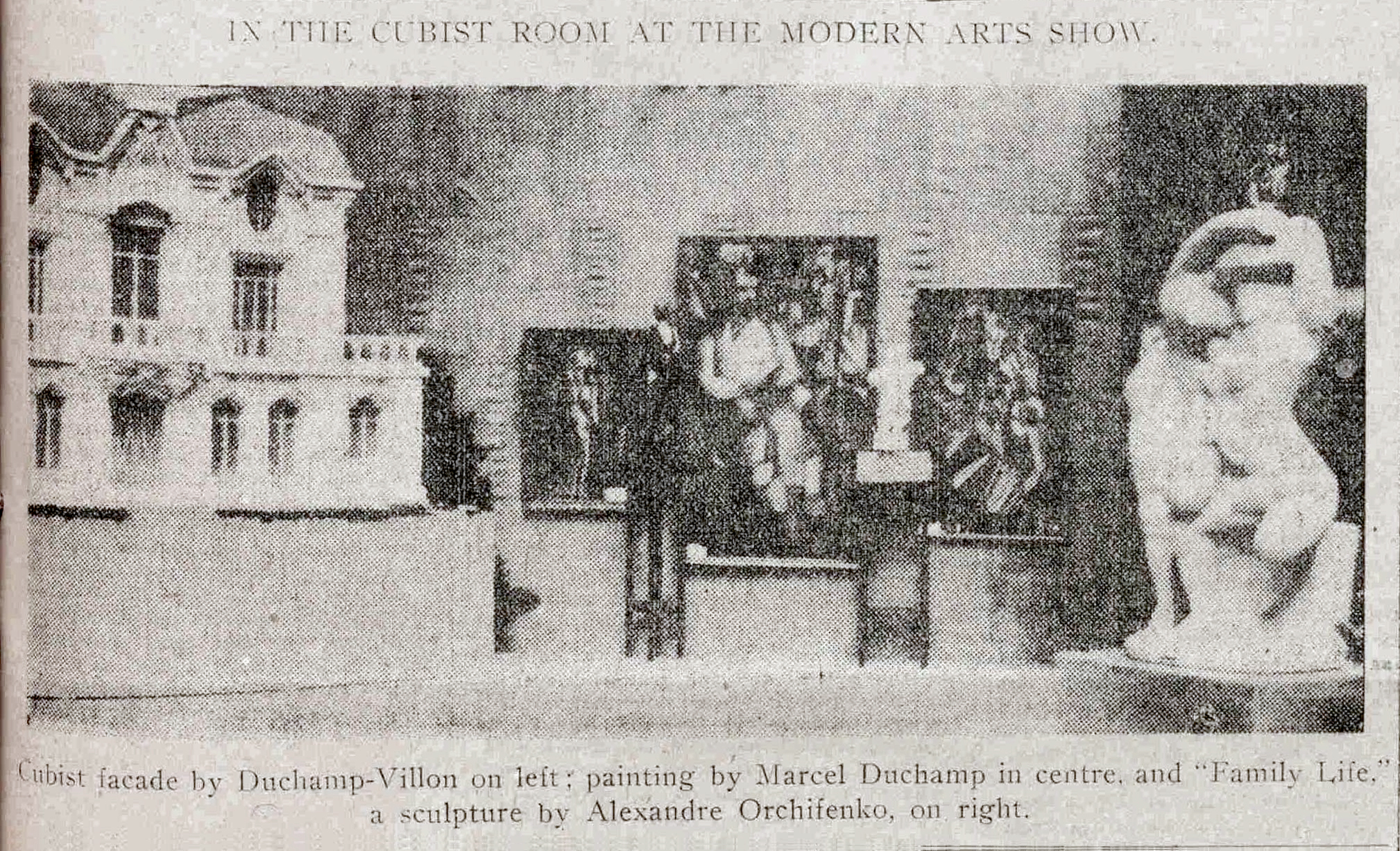
Salle cubiste de l'Armory Show, publié dans le New York Tribune, 17 février 1913 (p. 7). De gauche à droite : Raymond Duchamp-Villon, La Maison Cubiste ; Marcel Duchamp Nu (étude), Jeune homme triste dans un train ; Albert Gleizes, L'Homme au Balcon ; Marcel Duchamp, Nu descendant un escalier (N°2) ; Alexander Archipenko, La Vie Familiale.

Jean Metzinger et Albert Gleizes dans l'ouvrage Du Cubisme, écrit lors du montage de La Maison cubiste, décrivent le caractère autonome de l'art, insistant sur le fait que les considérations décoratives ne doivent pas régir l'esprit de l'art. Le travail décoratif était appelé « l'antithèse de l'image ». « L'image vraie » écrivent Metzinger et Gleizes, « porte sa raison d'être en elle-même. Elle peut être déplacée d'une église à un salon, d'un musée à un bureau. Essentiellement indépendante, nécessairement complète, elle n'a pas besoin de satisfaire immédiatement l'esprit : au contraire, elle doit le conduire, peu à peu, vers les profondeurs fictives où réside la lumière coordinatrice. Elle ne s'harmonise pas avec tel ou tel ensemble ; elle s'harmonise avec les choses en général, avec l'univers : c'est un organisme... »,.
« Les ensembles d'André Mare ont été acceptés comme cadres pour les œuvres cubistes parce qu'ils ont permis aux tableaux et aux sculptures leur indépendance », écrit Christopher Green, « créant un jeu de contrastes, d'où l'implication non seulement de Gleizes et Metzinger eux-mêmes, mais de Marie Laurencin, des frères Duchamp (Raymond Duchamp-Villon a conçu la façade) et des vieux amis de Mare, Léger et Roger de La Fresnaye ». Pour l'occasion, un article intitulé Au Salon d'Automne « Les Indépendants » est publié dans le journal français L'Excelsior, le 2 octobre 1912. L'Excelsior a été la première publication à privilégier les illustrations photographiques dans le traitement des médias d'information ; prendre des photographies et publier des images afin de raconter des actualités. À ce titre, L'Excelsior a été un pionnier du photojournalisme .
Walter Pach, président de l'exposition historique de 1913 connue sous le nom d'Armory Show, écrit une brochure pour l'occasion, A Sculptor's Architecture, dans laquelle il discute de La Maison cubiste de Duchamp-Villon comme exemple d'un nouveau style architectural pour l'ère moderne,. « [Ce] travail de M. Duchamp-Villon est un exemple des possibilités contenues dans un style comme celui-ci dont la philosophie est une base », écrit Pach, « pas une limitation ». Poursuivant, Pach écrit : « Son travail en architecture n'est en aucun cas un détournement de sa sculpture, mais une avancée de celle-ci. Dans la façade actuelle, il a simplement un « sujet » dont l'organisation devait être développée à partir des formes suggérées par un homme ou une femme. ».
Lorsque le collectionneur d'art Michael Stein, frère de Gertrude Stein, présente pour la première fois l'œuvre de Duchamp-Villon à Pach, il note qu'elle serait « admirablement adaptée aux besoins de la construction en béton ». Pach l'approuve. Mais son échange avec le sculpteur a convaincu Pach que ce style tenait sa première application dans la construction en pierre et qu'il était né « d'une appréciation et d'une solution au nouveau problème de l'acier et de la pierre ».
« Le dernier mot que je dirais sur cette architecture est sa qualité de réponse aux besoins de l'Amérique. Nous avons encore d'énormes zones qui seront construites en villes, nous allons démolir et reconstruire la plupart des édifices, qui existent déjà. Avec la liberté que cet ordre donne au développement individuel et avec ses possibilités d'extension pour s'adapter au plus grand comme au plus petit, il semble fixer clairement le type de notre idéal. Devant une photographie des gratte-ciel de l'île de Manhattan, Raymond Duchamp-Villon dit avoir vu les possibilités de la cathédrale moderne. » (Walter Pach, 1913).

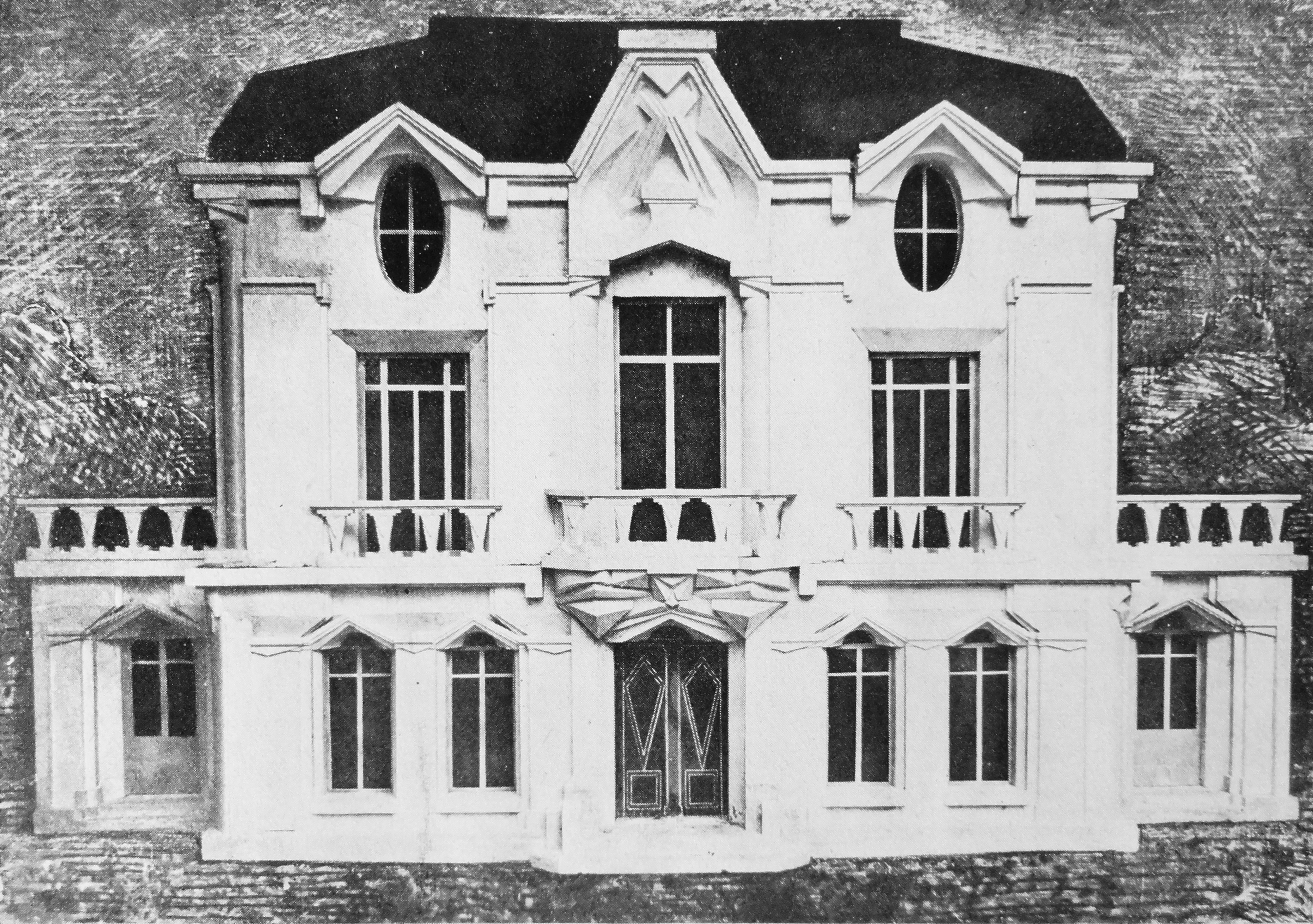
Dessin pour la façade de la Maison cubiste, par  Raymond Duchamp-Villon (1912)
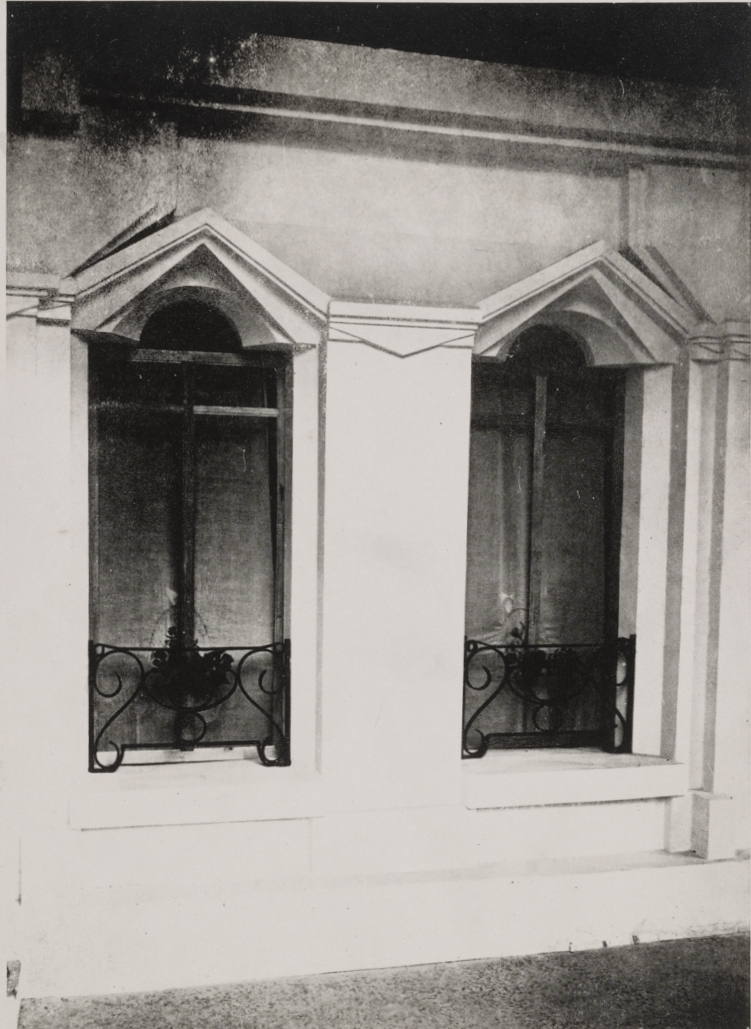
Raymond Duchamp-Villon, 1912, Projet d'hôtel, La Maison cubiste detail, archives de l'Armory Show, Archives of American Art[12].

## Influence

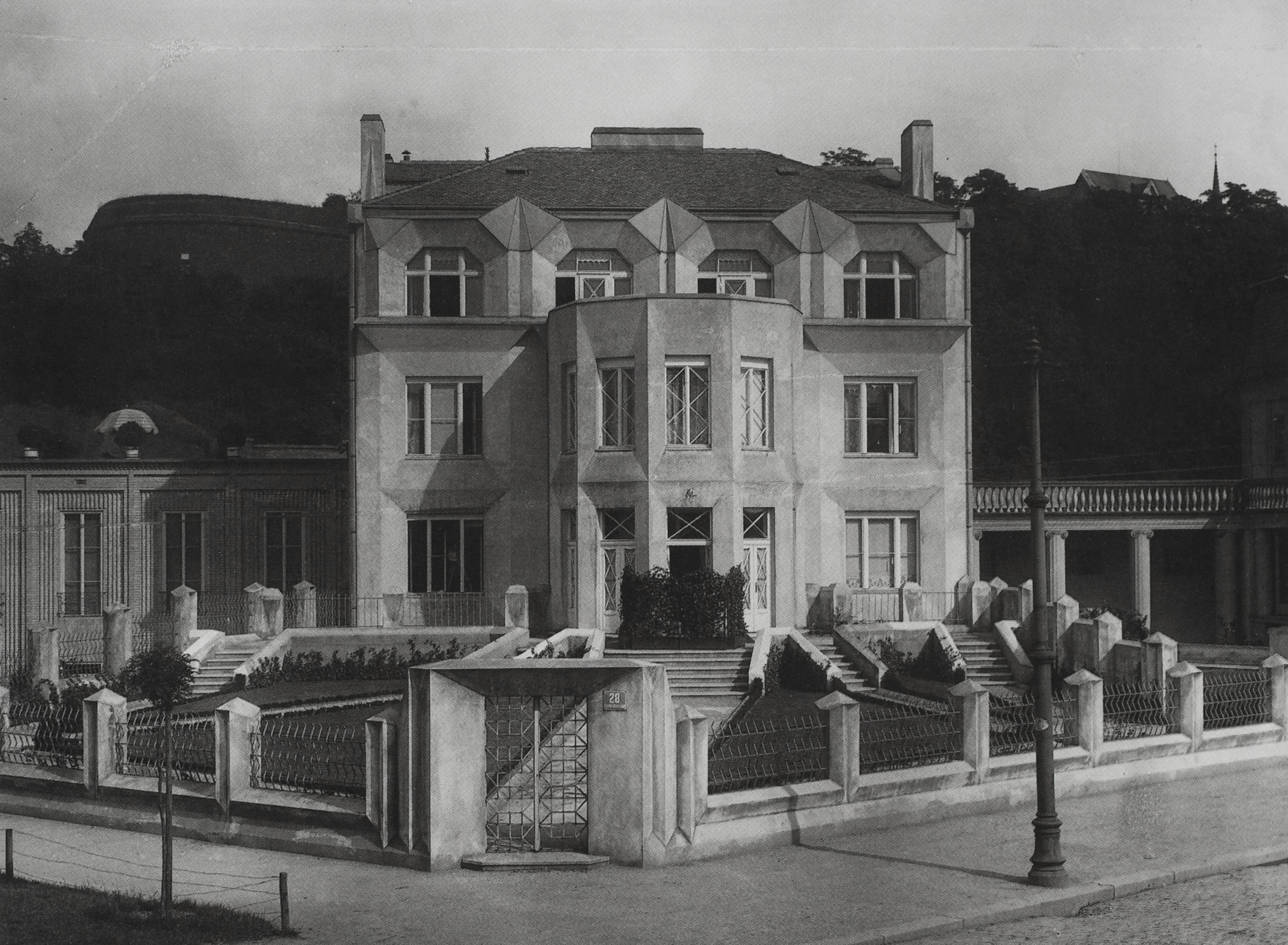
Josef Chochol, 1912–13, Villa cubiste 3-49 rue Libušina, Vyšehrad, Prague, République tchèque. Chochol est l'un des trois architectes tchèques (membres de l'Union des beaux-arts de Mánes), avec Pavel Janák et Josef Gočár, influencés par le cubisme.

Il est difficile de mesurer l'influence de la Maison cubiste. Aucune maison réelle suivant le même design n'a jamais été construite, et plus tard les résidences déco et modernistes ont suivi des modèles très différents. Cependant, la maison a été un grand succès en mettant l'accent sur le rôle du cubisme comme alternative à l'art et au design traditionnels. Le scandale dans la presse provoqué par les tableaux qui y étaient exposés a largement contribué à la popularité de l'art cubiste,. Grâce en grande partie à la popularité de l'exposition, le terme « cubiste » a commencé à être appliqué à tout ce qui est moderne, des coupes de cheveux pour femmes aux vêtements, en passant par les représentations théâtrales.
.

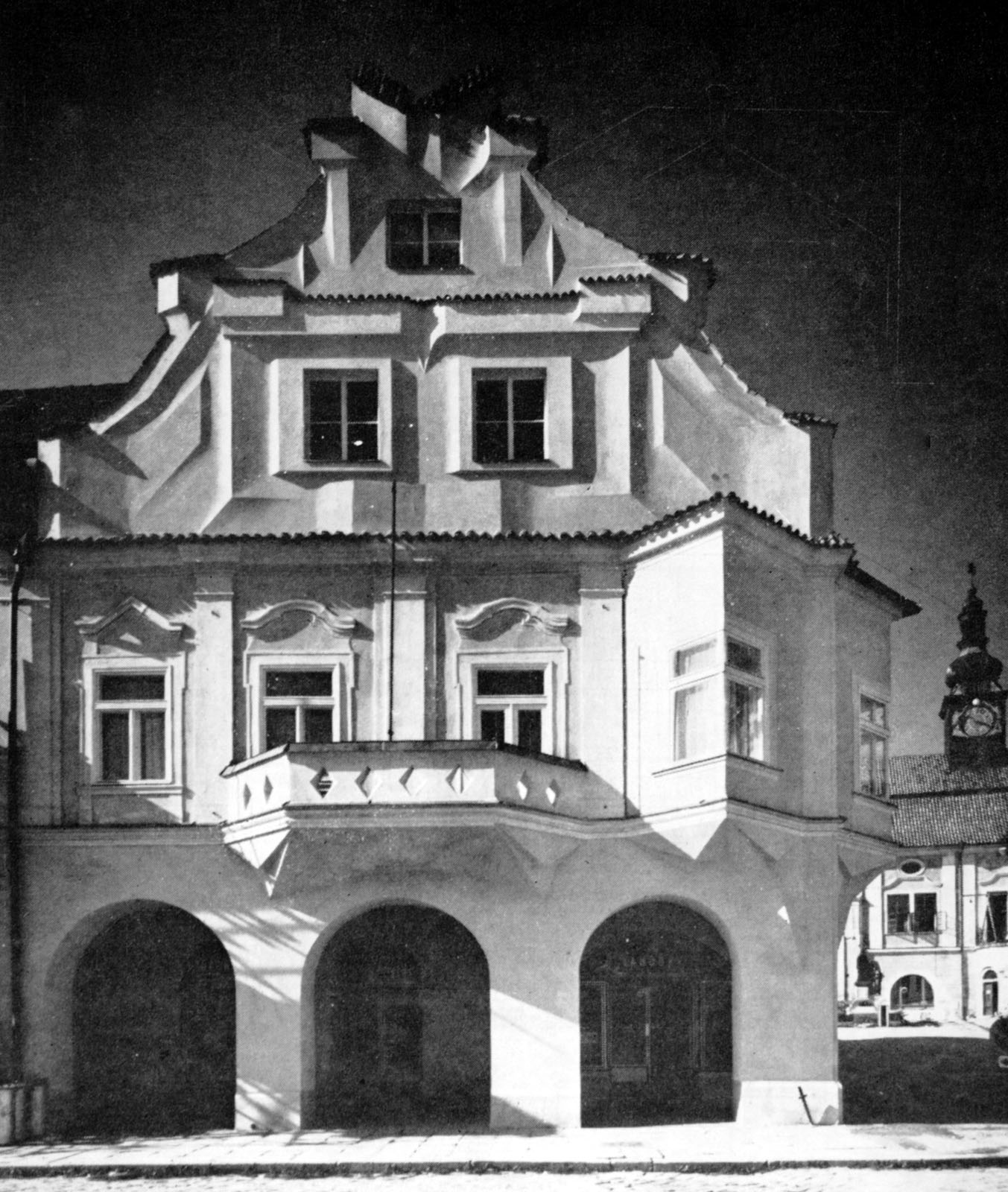
La maison Fara à Pelhřimov, République tchèque, avec une façade baroque reconstruite par Pavel Janák dans le style des maisons cubistes (1913)

Le Corbusier aurait été enthousiasmé par La Maison cubiste lors de l'exposition de 1912. « Il y voyait des solutions importantes au problème de la construction en ciment. » Le Corbusier expose ensuite son modèle pour la Maison Citrohan (prototype de série) au Salon d'Automne de 1922. Il construit plus tard le pavillon de l'Esprit nouveau pour l'Exposition internationale des arts décoratifs et industriels modernes de 1925 à Paris, évènement qui a donné son nom à l'Art Déco,. La boîte rectangulaire non décorée du pavillon de l'Esprit nouveau n'avait cependant aucune ressemblance avec la maison cubiste.
Aucun bâtiment similaire à la Maison cubiste n'a été construit en France, mais le modèle a eu un impact en Tchécoslovaquie (en République tchèque actuelle) faisant alors partie de l'Empire austro-hongrois, où les architectes voulaient montrer leur indépendance par rapport au style viennois. En 1913, l'architecte tchèque Pavel Janák est chargé de reconstruire dans le style cubiste la façade d'une grande maison baroque, la maison Fara située dans la ville de Pelhřimov en Bohême du Sud. Janák refait la façade baroque en ajoutant des formes géométriques anguleuses semblables à celles du modèle de la Maison cubiste à Paris. En raison de cette quête d'indépendance architecturale vis-à-vis de l'Autriche, de nombreuses maisons art déco, principalement dans le style déco plus tardif plus typique, se trouvent à Prague et dans d'autres villes de la République tchèque.